# 1081 Reseda
1081 Reseda је астероид главног астероидног појаса са пречником од приближно 37,89 .
Афел астероида је на удаљености од 3,550 астрономских јединица (АЈ) од Сунца, а перихел на 2,638 АЈ.
Ексцентрицитет орбите износи 0,147, инклинација (нагиб) орбите у односу на раван еклиптике 4,206 степени, а орбитални период износи 1988,354 дана (5,443 година).
Апсолутна магнитуда астероида је 11,30 а геометријски албедо 0,037.
Астероид је откривен 31. августа 1927. године.